# Back to the Trap House
Back to the Trap House är det första studioalbumet av den amerikanske rapparen Gucci Mane. Albumet utgavs den 11 december 2007.

## Låtlista
| Nr  | Titel                                             | Producent(er)                                                   | Längd |
| --- | ------------------------------------------------- | --------------------------------------------------------------- | ----- |
| 1.  | Freaky Gurl (Remix) (feat. Lil' Kim & Ludacris)   | Cyber Sapp                                                      | 4:42  |
| 2.  | 16 Fever                                          | Reefa                                                           | 4:17  |
| 3.  | 15 Minutes Past the Diamond                       | Zaytoven                                                        | 4:12  |
| 4.  | I Know Why (feat. Pimp C, Rich Boy & Blaze-1)     | Butta, Hit-Boy, Polow Da Don (co.), Rio the Superproducer (co.) | 3:59  |
| 5.  | I Might Be (feat. Shawnna & The Game)             | Zaytoven                                                        | 4:21  |
| 6.  | What I'm Talking Bout                             | Mr. Rogers                                                      | 3:24  |
| 7.  | Bird Flu                                          | Zaytoven                                                        | 3:47  |
| 8.  | Drink It Straight (feat. Trey Songz)              | Frado                                                           | 4:10  |
| 9.  | Jump the Line (feat. Young Gunna)                 | Arizonaslim                                                     | 4:03  |
| 10. | G-Love (You Don't Love Me) (feat. Letoya Luckett) | Allstar                                                         | 3:31  |
| 11. | Stash House                                       | Shawty Redd                                                     | 4:34  |
| 12. | I'm Cool                                          | Nitti                                                           | 4:01  |
| 13. | I Move Chickens                                   | The SupaSonics, FATBOI                                          | 3:50  |
| 14. | Ballers (feat. Shawnna)                           | Zaytoven                                                        | 4:03  |

## Listpositioner
| Hitlista               | Position |
| ---------------------- | -------- |
| Top R&B/Hip Hop Albums | #1       |
| The Billboard 200      | #6       |